# La Laitière (statue)
Pour les articles homonymes, voir La Laitière (homonymie).
La Laitière (en néerlandais : Het Melkboerinnetje) est une statue se dressant rue au Beurre, dans la ville belge de Bruxelles, devant l'église Saint-Nicolas, non loin de la Grand-Place. La statue a été réalisée par le sculpteur Marc de Vos. Elle s'inspire d'une légende des années 1670.

## Historique
La statue de la laitière est une copie de l'original, conçu en 1687 pour décorer une fontaine proche de l'église Saint-Nicolas. 
En 1787, la statue est déplacée de la rue au Beurre au parc de Bruxelles. 
En 1830, la statue est gravement endommagée par les émeutiers des Journées de septembre. 
Un peu plus tard, au cours du xxe siècle, une copie est placée sur un piédestal en pierre bleue. 
En 1922, la sculpture est remise à son emplacement d'origine, dans la rue au Beurre. 
En 2006, de nombreuses années après le dernier déplacement, la Laitière a fait l'objet d'une rénovation majeure.

## Sujet
La légende est née dans les années 1670. L'histoire tourne autour d'une jeune laitière qui vendait du lait dans les rues de Bruxelles. Son rêve était de devenir riche rapidement. C'est ainsi qu'elle eut l'idée de tromper ses clients, de deux manières : d'abord, en ajoutant de l'eau dans le lait, puis en utilisant un outil de mesure contrefait, de telle sorte que les acheteurs en avaient encore moins pour leur argent. Elle appliqua ces méthodes toute sa vie.
Lorsqu'elle frappa à la porte du paradis après sa mort, saint Pierre lui en refusa l'accès et la condamna à errer en criant dans les rues de Bruxelles à minuit tous les soirs. Les Bruxellois ne pouvant pas s'habituer à l'apparence fantomatique de la Laitière, n'osaient plus se promener dans la ville la nuit. Au bout d'un moment, les habitants de Bruxelles supplièrent l'amman d'exhumer la dépouille et de lui donner une sépulture digne. L'Amman et le banc des échevins acceptèrent, et ce fut la fin de la légende fantomatique entourant la laitière.
Cette statue sert d'avertissement aux commerçants à ce jour, afin qu'ils agissent toujours honnêtement et ne trompent jamais leurs acheteurs[réf. souhaitée].